# 우에노촌 (시즈오카현)
우에노촌(上野村)은 시즈오카현의 동부, 후지군에 속해있던 촌이다. 현재의 후지노미야시 중서부에 해당한다.

## 역사
- 1889년 4월 1일 - 정촌제 시행에 의해 후지군 우에노촌이 성립하였다.
- 1958년 4월 1일 - 후지노미야시에 편입해, 동일 우에노촌은 폐지되었다.

## 참고문헌
- 가도카와 일본 지명 대사전 22 静岡県
- 富士宮-中学校社会科地域学習資料-改定23版
- 上野ガイド
- 日蓮正宗寺院|妙蓮寺
- 日蓮正宗寺院|下之坊